# Центр водних видів спорту
| Центр водних видів спорту | Центр водних видів спорту                                  |
| ------------------------- | ---------------------------------------------------------- |
| Місто                     | Лондон, Велика Британія                                    |
| Будівництво               | 2008-2011                                                  |
| Місткість                 | 17 500                                                     |
| Подія                     | Літні Олімпійські ігри 2012 Літні Паралімпійські ігри 2012 |

Центр водних видів спорту (англ. London Aquatics Centre) — споруда літніх Олімпійських та Паралімпійських ігор 2012 у Лондоні.
Місткість арени становить 17 500 місць. Арена прийме плавання, синхронне плавання, стрибки у воду, сучасне п'ятиборство Олімпіади, а також плавання Паралімпіади.